# Valvola Dunlop

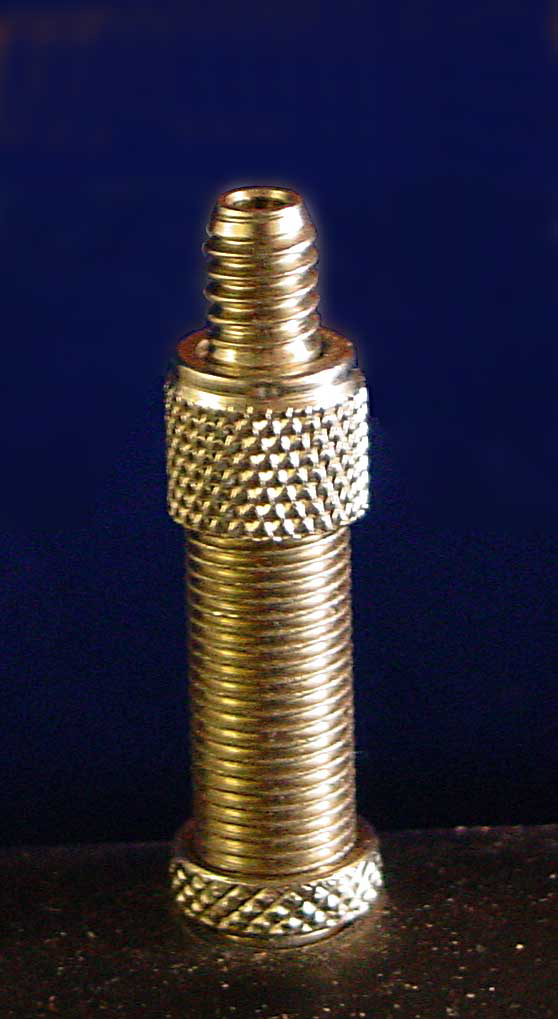
Stelo della Valvola Dunlop.

La valvola Dunlop, nota anche come valvola Woods o valvola inglese, è una valvola che provvede alla chiusura ermetica negli pneumatici tubeless e nelle camere d'aria presenti nelle ruote di bicicletta e ciclomotori leggeri. Viene utilizzata in numerosi paesi, tra i quali Giappone, Repubbliche dell'ex Unione Sovietica, Paesi Bassi, Germania, Finlandia e Paesi in via di sviluppo.

## Storia
L'inventore fu C. H. Woods. Sostituì l'originale Dunlop, mantenendone il nome.
La sua base, rispetto alla valvola Presta, è più larga, ma può essere gonfiata con adattatori e pompe Presta. A causa della sua costruzione, la valvola Dunlop, come la Presta, controlla la pressione solo nel momento in cui è gonfiata, visto che l'aria interna, premendo sul nucleo interno, tiene in pressione la camera d'aria o lo pneumatico.

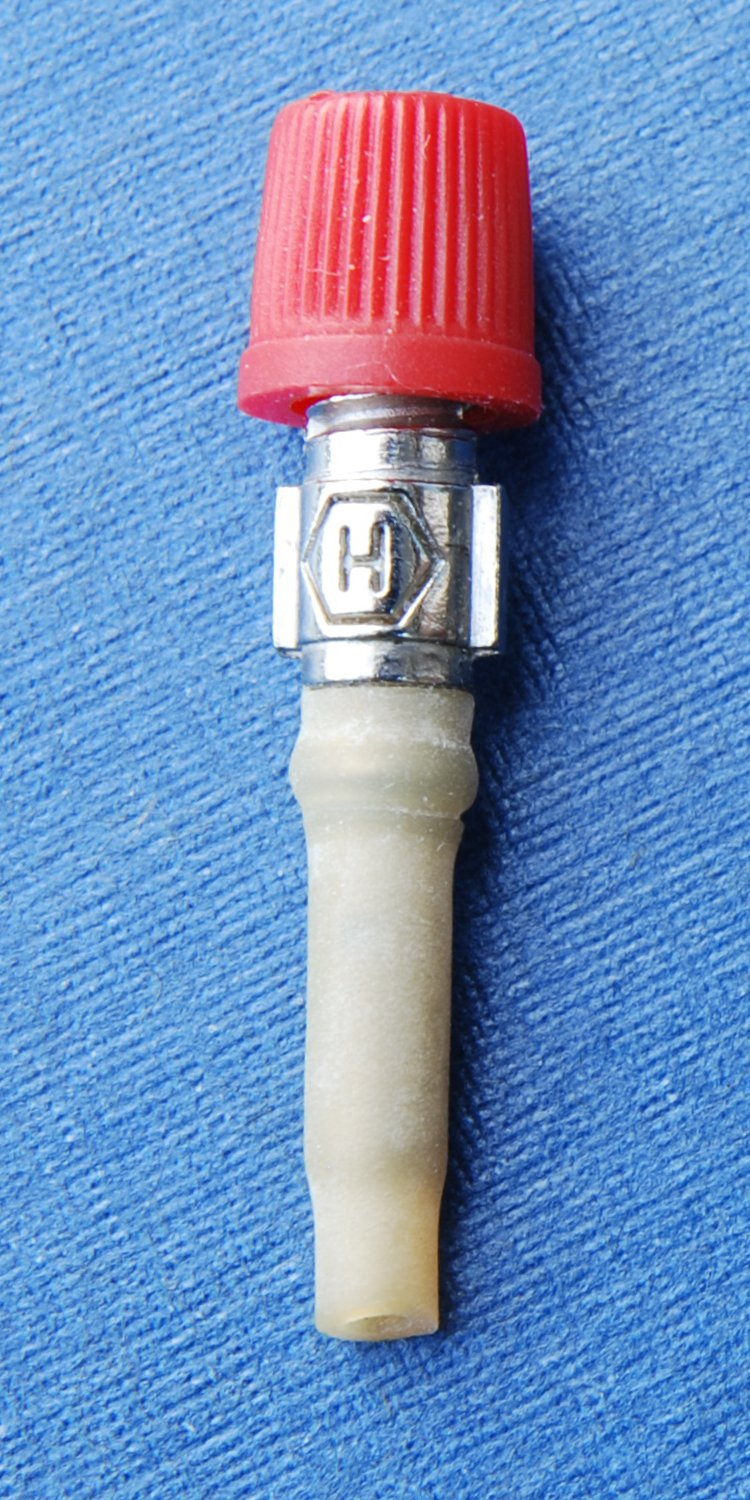
Valvola Dunlop con tubo
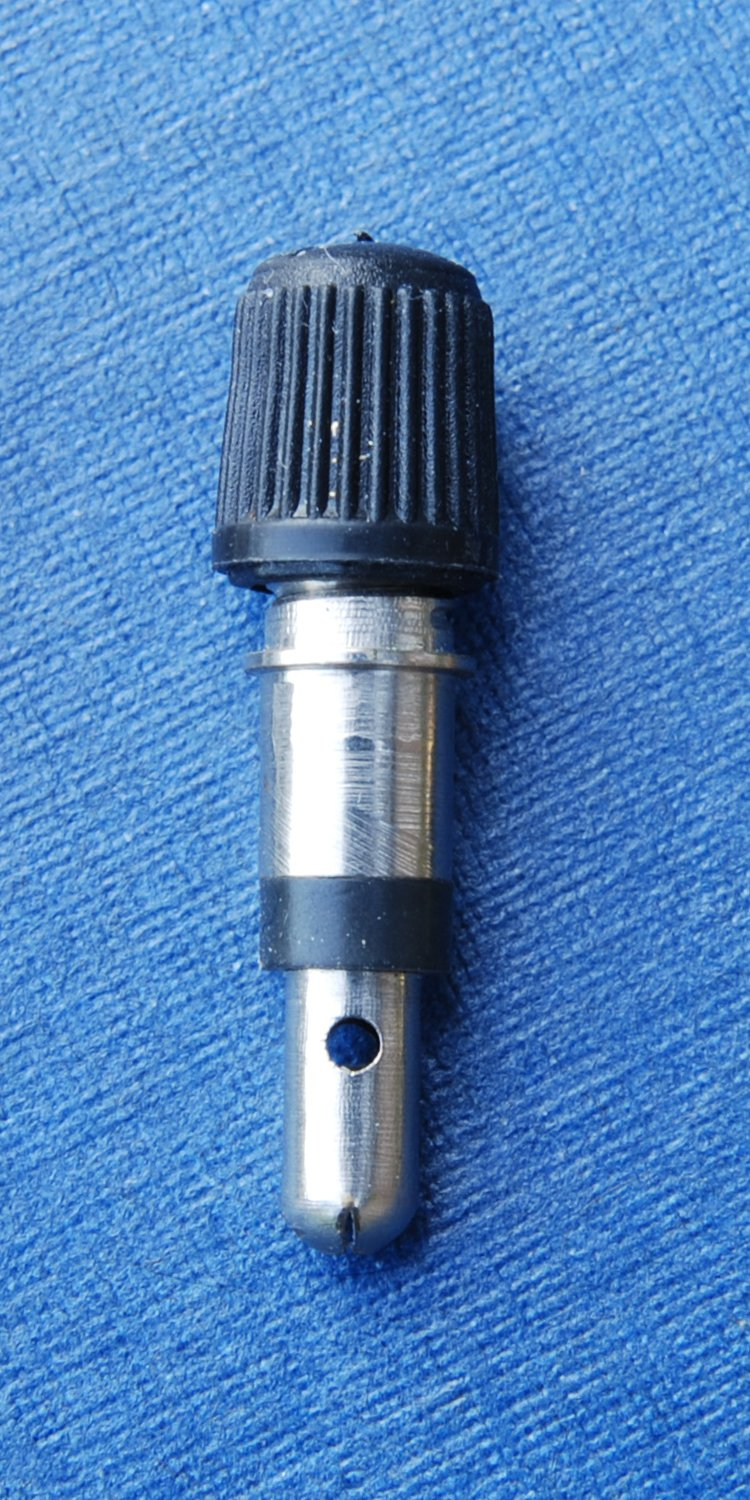
Valvola Dunlop con palla (valvola di fulmine)
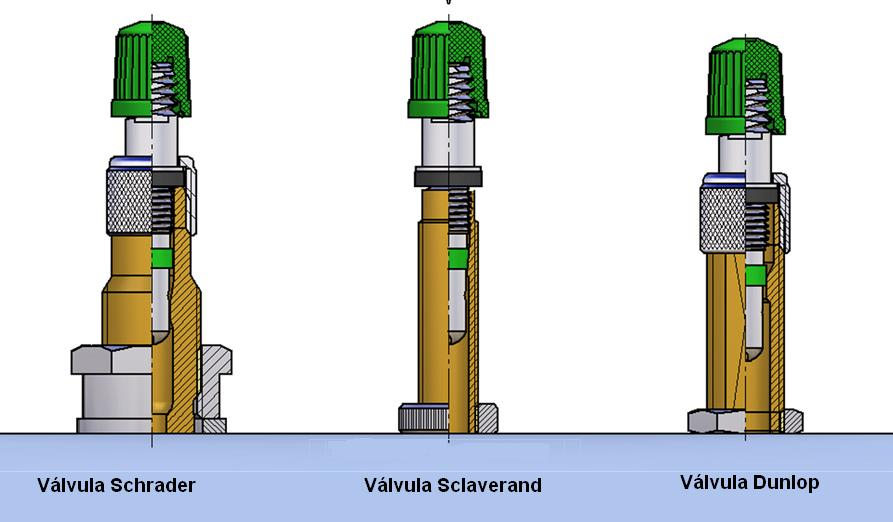
Universale della valvola core Alligator Società